# Laxatjärnen, Västmanland
Laxatjärnen är en sjö i Lindesbergs kommun i Västmanland och ingår i Norrströms huvudavrinningsområde.